# Cephalanthera gracilis
Cephalanthera gracilis là một loài thực vật có hoa trong họ Lan. Loài này được S.C.Chen & G.H.Zhu mô tả khoa học đầu tiên năm 2002.